# 102P/Shoemaker
102P/Shoemaker 1, komet Jupiterove obitelji. 